# Salacia pachyphylla
Salacia pachyphylla là một loài thực vật có hoa trong họ Dây gối. Loài này được (Miers) Peyr. miêu tả khoa học đầu tiên năm 1878.